# هاوبتبوتسمان
هاوبتبوتسمان يعين في البحرية الألمانية شخص عسكري أو فرد من أفراد القوات المسلحة. ينتمي إلى مجموعة من كبار ضباط الصف.
- OR-9: أوبرشتابسبوتسمان / أوبرشتابفيلدفيبل
- OR-8: شتابسبوتسمان / شتابسفيلدفيبل
- OR-7: Hauptbootsmann و Oberfähnrich zur See / و هاوبتفيلدڤيبل وأوبرفينريش
- OR-6A: أوبربوتسمان / أوبرفيلدفيبل
- OR-6b: بوتسمان و Fähnrich zur See / فيلدفيبل and فانريش